# دايفيد هاند
دايفيد هاند (بالإنجليزية: David Hand)‏ هو قسيس أسترالي، ولد في 11 مايو 1918 في Clermont, Queensland ‏ في أستراليا، وتوفي في 6 أبريل 2006 في بورت مورسبي في بابوا غينيا الجديدة.